# Eric Heuvel
Eric Heuvel (né en 1960) est un dessinateur de bande dessinée néerlandais. Il est connu pour ses récits d'aventures dessinées dans le style ligne claire, en particulier la série January Jones (nl), écrite par Martin Lodewijk et publiée dans Eppo depuis 1987.

## Récompense
- 2012 : Prix Stripschap, pour l'ensemble de son œuvre